# منتخب كندا لكرة السلة للسيدات
منتخب كندا الوطني لكرة السلة للسيدات هو المنتخب الذي يمثل كندا في منافسات كرة السلة الدولية للنساء، والذي يقوم اتحاد كندا لكرة السلة بإدارة شؤونه، يعتبر من أقوى منتخبات العالم وأمريكا الشمالية، وأبرز إنجازاته هو فوزه بالمركز الثالث مرتين في كأس العالم لكرة السلة للنساء، كما تمكن مرتين من الفوز بطولة الأمريكتين لكرة السلة للنساء، ويحتل المركز التاسع في تصنيف فيبا لكرة السلة.

## وصلات خارجية
- الموقع الرسمي